# Lotus Blossom
Lotus Blossom er en amerikansk stumfilm fra 1921 af James B. Leong og Francis J. Grandon.

## Medvirkende
- Lady Tsen Mei som Moy Tai
- Tully Marshall som Quong Foo
- Noah Beery som Tartar Chief
- Yutaka Abe som Quong Sung
- Goro Kino
- James Wang som Lowe Team
- Chow Young som Tsze Sin